# Cheiraster trullipes
Cheiraster trullipes är en sjöstjärneart som först beskrevs av Percy Sladen 1889.  Cheiraster trullipes ingår i släktet Cheiraster och familjen nålsjöstjärnor. Inga underarter finns listade i Catalogue of Life.